# Instituto Astronómico Estatal Shtérnberg

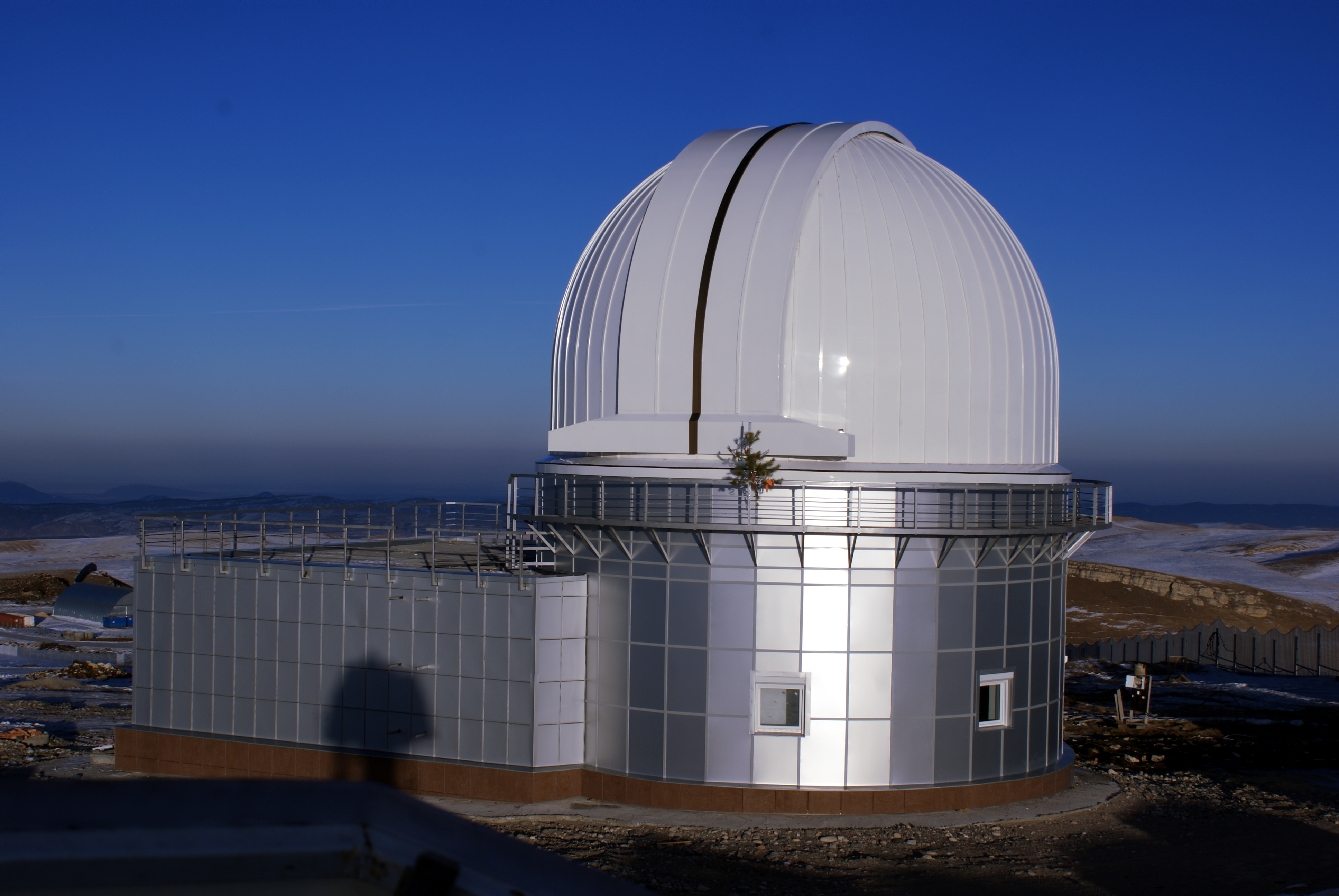
Telescopio reflector de 2,5 m de diámetro del Observatorio de las Montañas del Cáucaso, dependiente del Instituto.

El Instituto Astronómico Estatal Shtérnberg (en ruso: Государственный астрономический институт имени П. К. Штернберга, también conocido por sus siglas: ГАИШ ─GAISh─), del que forma parte el Observatorio Astronómico de la Universidad de Moscú, es una institución integrada en la Universidad Estatal de Moscú. Junto con el Departamento de Astronomía de la Facultad de Física de la citada universidad, se dedica a la labor de preparar astrónomos profesionales con carácter generalista. Su nombre es un homenaje al astrónomo ruso Pável Shtérnberg (1865-1920).
Del Instituto dependen o han dependido una serie de observatorios astronómicos:
- Observatorio Astronómico de la Universidad de Moscú (Colina de los Gorriones). Sede del Instituto desde 1956, centraliza la actividad de la institución. Posee su propio observatorio integrado por cuatro domos sobre la cubierta del edificio principal y una serie de domos auxiliares en una parcela anexa, reuniendo un amplio catálogo de instrumentos astronómicos.
- Antiguo Observatorio de Moscú (55°45′29.7″N 37°34′05.3″E / 55.758250, 37.568139). Fundado en 1831 en el barrio de Krasnoprésnenskaia, fue la primera sede del Instituto entre 1931 y 1956. Se halla unos 6 km al norte de la sede central del Instituto, convertido en un museo. Entre otros instrumentos, conserva un telescopio doble astrógrafo de 15 pulgadas.
- Observatorio Astrofísico Kúchinskaia (55°45′14.8″N 37°58′05.7″E / 55.754111, 37.968250). Fundado en 1925, está situado a unos 8 km al este de Moscú. Se dedica a la realización de observaciones espectrales del Sol.
- Bases de Observación:

El instituto dispone de una serie de instalaciones astronómicas auxiliares, distribuidas por el territorio de la antigua URSS: 
- Laboratorio de Crimea, muy próximo al Observatorio Astrofísico de Crimea.
- Observatorio de Neutrinos Baksán, en la región del Mar Caspio.
- Observatorio de las Montañas del Cáucaso, una reciente instalación dotada con un telescopio reflector de 2,5 m de diámetro.
- Red Mundial Robotizada de Telescopios MAESTRO, programa lanzado y desarrollado desde la Universidad de Moscú.

Algunas instalaciones que pertenecieron al Instituto ya no están bajo su tutela, por haber quedado localizadas en países independientes de Rusia, como:
- Observatorio Astronómico Tien-Shan, localizado en Kazajistán.
- Observatorio Maidanak, localizado en Uzbekistán.

## Historia

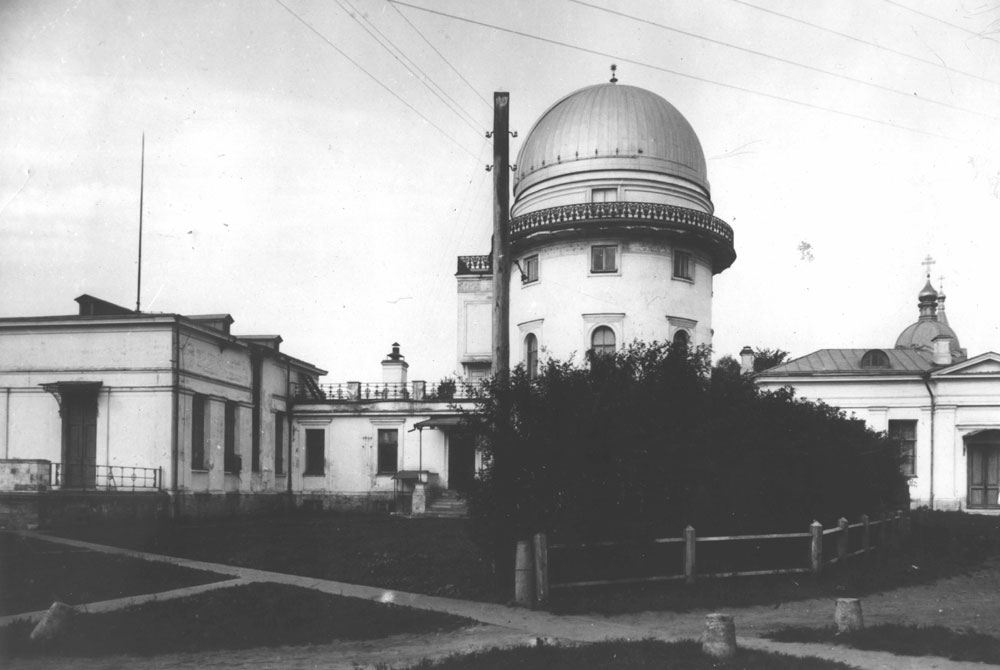
Antiguo Observatorio de Moscú, primera sede del Instituto desde 1931 hasta 1956.

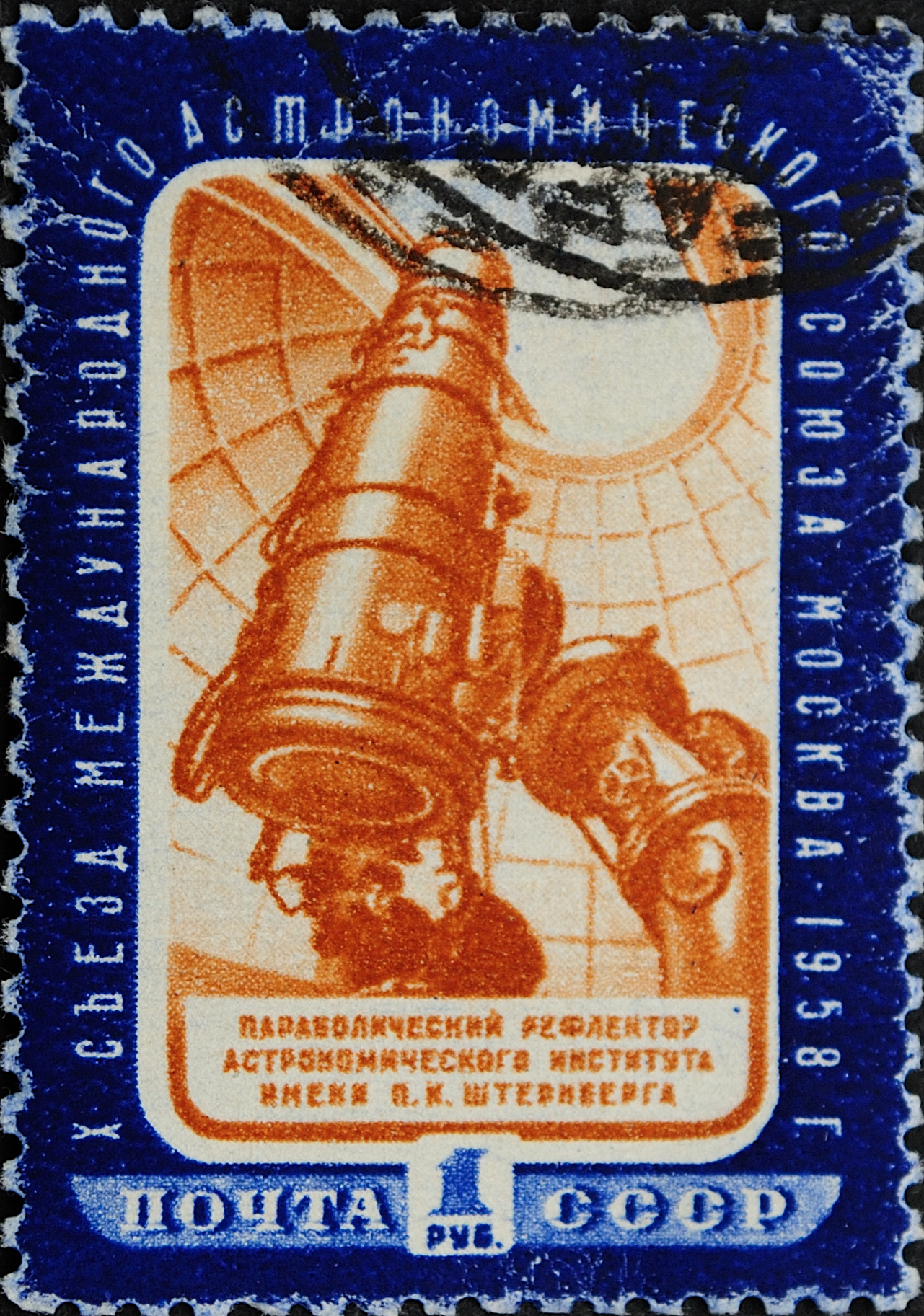
Sello de correos de la URSS dedicado al Instituto Astronómico Estatal Shtérnberg (1958)

El instituto se estableció en 1931 sobre la base del primer Antiguo Observatorio de Moscú, fundado en 1831 en el barrio de Krasnoprésnenskaia por el destacado científico ruso y educador, rector de la universidad, el académico Dmitri Perevóschikov. En la larga historia del Observatorio y del Instituto, muchos de sus miembros han contribuido a sentar las bases científicas de nuevas áreas de la astronomía, obteniendo un gran prestigio tanto en Rusia como en el extranjero. Entre los siglos XIX y XX, la relación de astrónomos, estudiosos y académicos que trabajaron en el Observatorio incluye además de al propio Perevóschikov, a Alekséi Nikoláievich Sávich, Fiódor Bredijin, Aristarj Belopolski, Mitrofán Jandrikov, Vítold Tseraski, Serguéi Kostinski, Gavriil Tíjov, Serguéi Blazhkó, el profesor Pável Shtérnberg, Serguéi Kazakov, I. A. Kazansky, I. F. Polak, y otros.
El trabajo de estos científicos, educadores e investigadores convirtió el observatorio de Moscú en uno de los centros de desarrollo astronómico más importantes del mundo. Esta tradición se ha mantenido durante toda su larga historia.

## Estado actual
En la actualidad, el Instituto Astronómico Estatal Shtérnberg es el mayor centro de formación y de estudios astronómicos de Rusia. Cuenta con más de doscientos científicos entre investigadores y personal docente. Sus actividades se extienden a casi todas las esferas de la astronomía moderna y de la gravimetría: mecánica celeste, cosmología, radioastronomía, física solar, investigación lunar y de los planetas del sistema solar, física de las estrellas y del medio interestelar, estudio de las galaxias, astronomía extragaláctica, astrofísica relativista, astronomía de ondas gravitatorias, estudio de los parámetros de rotación y estructura global de la Tierra, el servicio de coordinación horaria para todo el país y otras muchas más. Al mismo tiempo, es el centro de operación de los astrónomos que estudian la física de los sistemas binarios y múltiples, la estructura, la cinemática y la dinámica de nuestra galaxia y galaxias del grupo local, recibiendo el apoyo de las principales escuelas de investigación de Rusia. Su personal participa activamente en programas de investigación internacionales, así como en la preparación de satélites y de experimentos espaciales. El instituto también participó en la creación y mantiene un sitio web denominado "Астронет" (Astronet).

## Unidades del Instituto
| Departamentos: - Astrometría y servicio horario - Astronomía extragaláctica - Mediciones de gravitación - Astrofísica estelar - Estudio de las galaxias y de las estrellas variables - Investigación de la luna y de los planetas - Mecánica celeste - Radioastronomía - Astrofísica relativista - Física Solar - Física estelar y galáctica | Laboratorios: - Cálculos astronómicos - Gravimetría - Vigilancia espacial - Proyectos espaciales - Laboratorio Krasnoprésnenskaia - Mediciones interferométricas por Láser - Nuevos métodos fotométricos - Ratan-600 - Sección de historia del Observatorio |

## Directores
- 1931-1936 — Anatoli Aleksándrovich Kantchéyev, primer director del Instituto tras su fundación, todavía en el antiguo observatorio.
- 1936-1939 — Vasili Fesénkov
- 1939-1943 — Nikolái Moiséev
- 1943-1952 — Serguéi Vladímirovich Orlov
- 1952-1956 — Borís Кukarkin, último director del Instituto en el antiguo observatorio.
- 1956-1977 — Dmitri Martýnov, primer director del Instituto en su emplazamiento actual de la Colina de los Gorriones
- 1977-1986 — Yevgueni Aksiónov
- A partir de 1986 — Anatoli Cherepaschuk

## Instrumental
El Observatorio de la Universidad de Moscú, en la sede central del Instituto sobre la Colina de los Gorriones, dispone del instrumental siguiente:
- ABP-3 - Refractor óptico de 5 pulgadas (D = 125 mm, F = 1900 mm; en la torre norte).
- ABP-1 - Refractor óptico de 8 pulgadas (D = 200 mm, F = 3000 mm; en la torre noreste, 1955, desarrollado por la profesora Yevguenia Bugoslávskaia).
- AZT-6 - Cámara Maksútov (D = 250/300 mm, F = 952 mm en la torre suroeste; menisco de 250 mm de diámetro, espejo de 300 mm de diámetro).
- AZT-7 - Cassegrain (D = 200 mm, F = 4200 mm).
- AFR-1 - Astrógrafo astrométrico (D = 230 mm, F = 2300 mm; desarrollado por Y. Bugoslávskaia).
- ATB-1 - Telescopio solar vertical (Celostato en la torre sur; espejo = 440 mm, lente D = 300 mm, F = 14,820 mm; espejo Cassegrain D = 300 mm, F = 19050mm) + Espectrógrafo (~1958).
- TMA-2 - Telescopio zenital (D = 180 mm, F = 2360 mm) (1957).
- TMA-3 - Tubo zenital fotográfico (LFT) (D = 250 mm, F = 4000 mm) (1959).
- TSA-10 - Espectrohelioscopio-espectroheliógrafo-telescopio solar horizontal (celostato D = 225 mm, lente D = 140 mm, F = 5350 mm) + Espectrohelioscopio.
- DFS-2 - Espectrógrafo.
- Zeiss-300 - Refractor óptico (D = 300 mm, F = 4500 mm, 1970, Y. Bugoslávskaia).
- AZT-2 - Reflector parabólico (D = 700 mm, F = 3110 mm) + Espectrógrafos: HSA-5, HSA-6 y HSA-8.
- TMA-10 - Instrumento de paso (D = 100 mm, F = 1000 mm) (2 PC).
- TMA-4 - Círculo meridiano con registro fotográfico (D = 180 mm, F = 2500 mm).